# Фирсова, Ольга Афанасьевна
О́льга Афана́сьевна Фи́рсова (28 июня 1911, Винтертур — 10 ноября 2005, Берлин) — советская альпинистка, участница обороны Ленинграда, во время блокады выполняла технически сложные работы по маскировке высотных объектов, а после — по демаскировке.

## Биография
Родилась в Швейцарии, куда Афанасий Фирсов, её отец, переехал, чтобы получить высшее техническое образование. Младшая из трёх детей Фирсовых. В 1914 году с началом Первой мировой войны семья вернулась в Россию. Семья много переезжала по стране в связи с инженерной работой отца. Жили в Архангельске, Нижнем Новгороде, Николаеве.
В 1927 году Афанасий Фирсов, во время отпуска, прошёл с дочерью походом от Севастополя до Алушты по горному маршруту. Поход сильно впечатлил девушку.
В 1929 году семья осела в Ленинграде.
В 1929 году поступила в музыкальное училище Василеостровского района. Параллельно преподавала музыкальное воспитание в 105-й школе для трудновоспитуемых детей. Также экстерном сдала вступительные экзамены в московский вуз по специальности «Электромашиностроение».
Но в 1930 году изменила решение и поступила в консерваторию по классу хорового дирижирования. Будучи студенткой увлеклась спортом (альпинизмом и горными лыжами). Стала тренером секции по горным лыжам ДСО «Искусство».
В 1930 году Афанасий Фирсов поступил на ленинградский завод «Русский дизель», где был обвинён в участии во вредительской группе и арестован. Первый арест был вскоре опротестован и отменён. Однако из мест заключения он был переведён на секретную работу в харьковское конструкторское бюро машиностроения.
В 1935 году совершила первое восхождение на Казбек. В 1937-м — на Эльбрус. Работала инструктором в альплагере «Шхельда». На ниве увлечения спортом познакомилась с сокурсником, виолончелистом и альпинистом Михаилом Шестаковым, за которого вышла замуж первым браком.
Летом 1936 года отца Ольги отстранили от КБ. Однако он продолжал активную работу на предприятии. Летом 1937 года Афанасий Фирсов вновь был арестован. 13 ноября 1937 года был расстрелян по обвинению во вредительстве. Был заклеймён как «враг народа», реабилитирован посмертно в 1956 году. Однако его фамилия, как инженера и разработчика танкостроения, не упоминалась в хрониках до 1980-х годов.
Ольге, как дочери «врага народа», было предложено изменить фамилию, чтобы избежать поражения в правах и предвзятого отношения, но она отказалась.
Помню, нам предстояло снять человека с пятого этажа разбомблённого дома на улице Белинского. Дом был разрушен бомбой накануне. Вперемешку – кирпичи, окна, двери, промежуточные стены. Подошла пожарная машина с автоматической короткой лесенкой. Меня подсадили на третий этаж оставшейся стены, торчавшей как скала. Сказали: «Там человек сидит наверху». Забралась я наверх. Увидела: сохранился угол пола комнаты, в углу стул, на котором сидит человек. А дальше – обрыв. В любой момент этот стул с полом могли рухнуть вниз. В таком положении человек провёл всю ночь и день. По противоположной стене, верхом, сбрасывая по пути разрушенные кирпичи, я двинулась на вторую стену, в конце которой сидел этот мужчина.
Добравшись до того угла, я решила выяснить, жив ли он. Спустила сверху карабин на репшнуре, дотронулась им до человека. Никакой реакции. Чтобы обвязать его, мне нужна была страховка. Я не знала, выдержит ли меня угол сохранившегося пола, где стоял стул. Поэтому Таня перешла на наружную сторону этой стены и страховала меня. Как только спустили того человека, его сразу же увезли на машине. Сказали, что находился в глубоком шоке…
Летом 1938 года Ольга и Михаил Шестаков поженились. Уехали на Кавказ работать инструкторами в лагере «Алибек». В том же году Шестаков и Фирсова закончили обучение в консерватории и получили назначение во Фрунзе. Ольга работала хормейстером в оперном театре и художественным руководителем филармонии.
В 1940 году супруги вернулись в Ленинград. Фирсову назначили руководителем дошкольного клуба музыкально одарённых детей дворца культуры имени Кирова.

#### Во время войны
Во время блокады Ленинграда работала на электростанции на Обводном канале на расчистке трамвайных путей хлебозавода на 21-й линии Васильевского острова. В конце сентября 1941 года Ольгу в городе нашла Наталья Михайловна Уствольская и предложила организовать бригаду для высотных работ. Фирсова пригласила к работам художницу Татьяну Визель, дочь Эмиля Визеля, которая тоже занималась альпинизмом. Фирсова также сообщила, что в районе Пулковских высот служит её муж, инструктор альпинизма.

Фирсова возглавила бригаду альпинистов, которая занималась маскировкой высотных зданий города, которые могли быть использованы немецкой армией, как ориентиры при артиллерийских и бомбовых атаках. В бригаду вошли альпинисты Михаил Бобров, Алоизий Земба, Александра Пригожева и Михаил Шестаков. В помощь верхолазам ГИОП прикомандировал лётчика, старшего лейтенанта В. Г. Судакова, который на небольшом аэростате закрепил блок с верёвкой под яблоком шпиля Адмиралтейства.
Наконец в относительно тихую погоду матросы вынесли на крышу Адмиралтейства громадный чехол, собранный с помощью бечёвок наподобие занавески-маркизы, чтобы он не парусил. На грузовой лебёдке начали поднимать огромный маскировочный чехол наверх. […] Теперь вверх пошла Ольга Фирсова. Она отказалась от парашютных лямок и села на скамью-дощечку, которую называла «душегубкой». Оля ножом понемногу подрезала стягивающие бечёвки, и гигантский чехол постепенно распускался на необходимую длину.

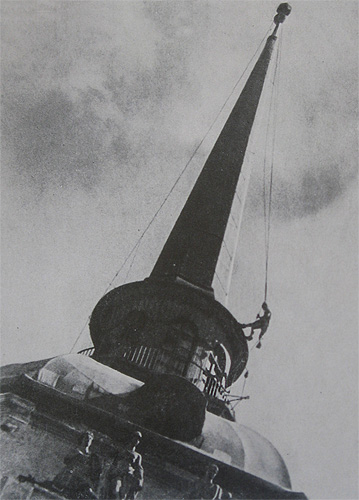
Ольга Фирсова во время работ по снятию маскировочного чехла со шпиля Адмиралтейства

Работа по маскировке и её поддержанию велась бригадой на протяжении всей блокады. Они покрывали позолоченные шпили и купола города маскировочными чехлами и защитной краской. Александра Пригожева и Алоиз Земба погибли от истощения в 1942 году.

30 апреля 1945 года в компании с Татьяной Визель и Михаилом Шестаковым поднялись на шпиль Адмиралтейства и сняли защитный покров. Чести срезать стропы, удерживавшие чехол, удостоилась Ольга.
Самым запоминающимся стал для меня день 30 апреля 1945-го. Я снимала покрытие со шпиля Адмиралтейства. На Дворцовой площади маршировали моряки перед Первомайским парадом — ровными, правильными квадратами. Совсем как до войны. И так стало хорошо! Сижу на шпиле, смеюсь и плачу одновременно. Мне снизу подают знаки, мол, давай, срывай чехол! Вспорола суровые нитки, поддела мешок, он отцепился и, подхваченный ветром, полетел над площадью. В этот миг до меня долетел сильный гул. Это моряки, рассыпав строй, дружно закричали «ура», замахали бескозырками. Этот радостный миг донесли до нас кадры кинохроники. А в газетах тогда написали: «Вновь светла Адмиралтейская игла!»
С деятельностью бригады Фирсовой связывают появление в СССР промышленного альпинизма.

#### После войны
До декабря 1946 года работала в ГИОП. После работала руководителем хоровыми объединениями в клубе ЛГУ имени Жданова и во дворце культуры имени Ленсовета. Параллельно занималась тренерской деятельностью в альплагере «Шхельда».
После войны отношения с Михаилом Шестаковым закончились. Супруги развелись. Впоследствии Ольга Фирсова сочеталась вторым браком. В 1962 году Михаил Шестаков был обвинён в хищении государственных средств. Его осудили на 7 лет лишения свободы. Через 4 года освободили. По воспоминаниям друзей, Шестаков не вёл преступной деятельности де-факто, но занялся неразрешённой предпринимательской деятельностью де-юре, организовав бригаду промышленных альпинистов (см. шабашка).
23 ноября 1951 родила дочь Ольгу во втором браке с Иосифом Дмитриевичем Нечаевым.

В 1967 году Иосиф Нечаев скончался.
В 1979 году Фирсова вышла на пенсию, но продолжала музыкальные занятия с детьми. Иногда выступала перед публикой с рассказами о своей профессиональной деятельности или с воспоминаниями о войне. Находясь на пенсии консультировала работников «Гипроречтранса», о проведении монтажных работ на высоте.
С 1999 года проживала в Германии вместе с дочерью. В 2001, в качестве подарка-сюрприза, дочь Ольга организовала матери посещение дома в Винтертуре, где жила в раннем детстве.
В 2004 году была приглашена в Санкт-Петербург, приняла почётное участие в работах по реставрации шпиля Адмиралтейства (находилась в вертолёте, с которого проводились работы).
Умерла 10 ноября 2005 года в Берлине. Похоронена в Санкт-Петербурге на Северном кладбище в одной могиле со вторым мужем (16 хвойный участок, 2 ряд, 20 могила).

## Семья

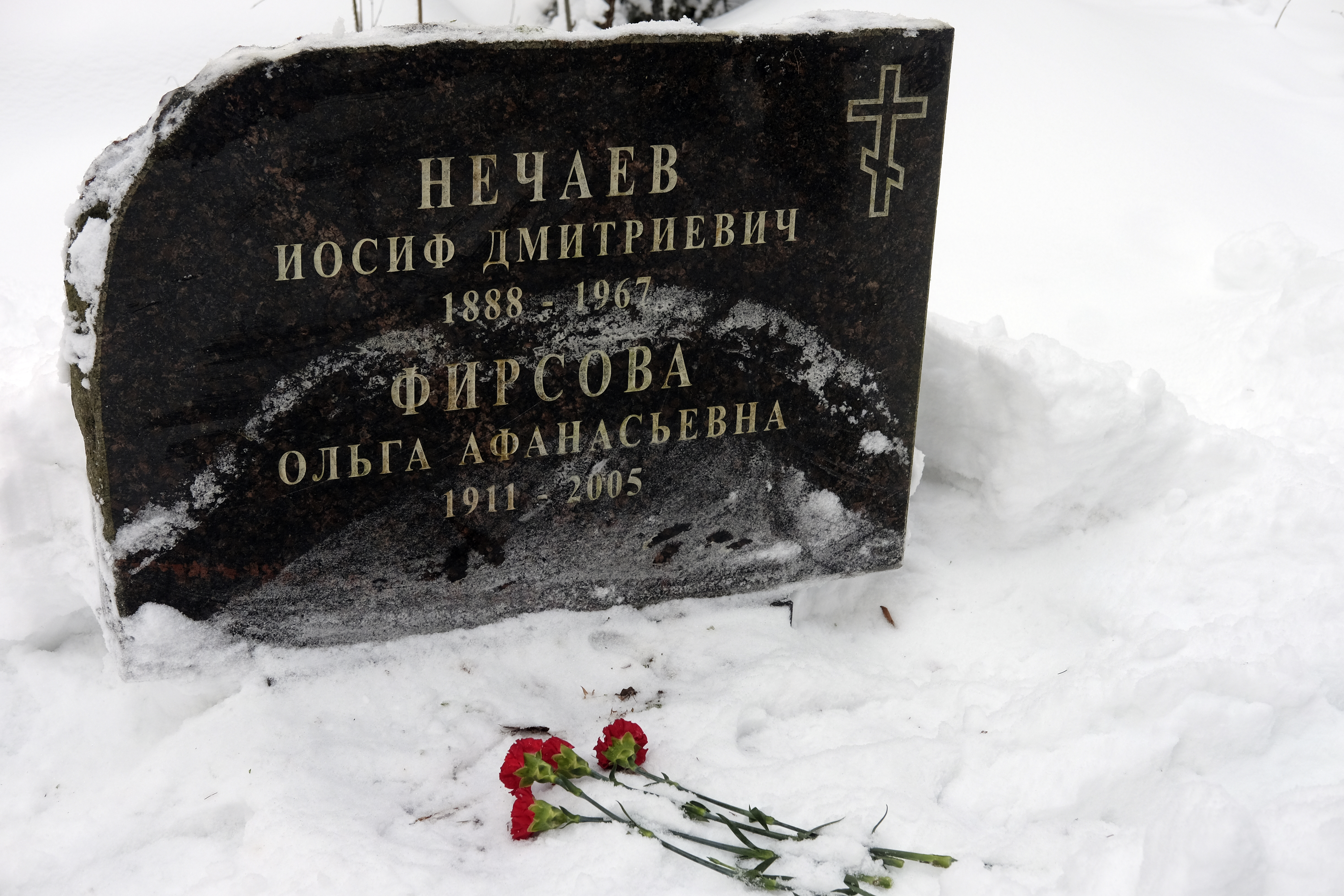
Могила Ольги Фирсовой на Северном кладбище в Санкт-Петербурге

- Отец — Афанасий Осипович Фирсов, инженер, конструктор. Репрессирован, арестован в 1937 году, расстрелян 13 ноября 1937[6]. Реабилитирован посмертно 12 июля 1957 года.
- Мать — Людмила Харитоновна Фирсова, в девичестве Литвиненко.
- Братья:
  - Олег (7 февраля 1905 — 16 октября 1994), инженер-дизелист, главный конструктор судостроительного завода в Ленинграде. В 1960-х годах лауреат государственной премии СССР за изобретение конструкции подъёмных слипов.
  - Игорь (24 октября 1908 — лето 1941), сотрудник ВСЕГЕИ, ушёл добровольцем на фронт Великой Отечественной войны, погиб подо Мгой, захоронен в общей могиле там же.

Первый муж — Михаил Иванович Шестаков (1912 — 2 февраля 1979), сокурсник по консерватории, виолончелист, альпинист.
Второй муж — Иосиф Дмитриевич Нечаев (10 ноября 1888 — 30 мая 1967).
- Дочь — Ольга, в замужестве Блант (англ. Blount) (род. 23 ноября 1951).

## Награды
- Медаль «За оборону Ленинграда»

Скульптурный портрет Ольги Фирсовой (второй сверху) на мемориальной доске «Альпинистам блокадного Ленинграда»

- Медаль «За доблестный труд в Великой Отечественной войне 1941—1945 гг.»
- Орден Дружбы народов

##### Юбилейные медали
- Юбилейная медаль «Двадцать лет Победы в Великой Отечественной войне 1941—1945 гг.»
- Юбилейная медаль «Тридцать лет Победы в Великой Отечественной войне 1941—1945 гг.»
- Медаль «В память 250-летия Ленинграда»
- Медаль «В память 300-летия Санкт-Петербурга»

## Память
- Мемориальная доска «Альпинистам блокадного Ленинграда», 2015[8].
- Компания Mother Russia выпустила футболку «Блокадная высота», изображающая Ольгу Фирсову в стилистике пинап (художник Денис Петров), 2019.
- Документальный телефильм «Исаакиевский собор. Спасти шедевр» из цикла передач «Не факт», Телеканал «Звезда», 2021.
- Памятная доска в честь спортсменов-ветеранов Великой Отечественной войны в школе № 667 Невского района Санкт-Петербурга, открыта 22 февраля 2022.
- Прототип героини Елены Суворовой в романе Дмитрия Леонтьева «Крепость».